# Casa Nova d'en Cambrerol
La Casa Nova d'en Cambrerol és una masia de Massanes (Selva) inclosa a l'Inventari del Patrimoni Arquitectònic de Catalunya.

## Descripció
Masia aïllada, situada als afores del petit nucli urbà de Massanes, al barri de Collfornic. L'edifici, de planta baixa i pis, està cobert per una teulada a doble vessant desaiguada als laterals.
A la façana principal, a la planta baixa hi ha la porta d'entrada, en arc de llinda, però que originalment havia estat una porta adovellada com s'aprecia per les dovelles que encara es conserven i pel fet que l'espai buit de la dovella i l'arc pla ha estat tapat. A la clau de la porta adovellada, hi havia alguna data, ara il·legible. Sobre la porta, hi ha una inscripció a manera d'incisió feta sobre el ciment que diu: " ? ? 29 mars de 1796 se a comencat ÿ en dit an ? Acavat de fer Fran-co ? ? ", que segurament fa referència a una reforma de la casa. A dreta i esquerra, hi ha dues obertures en arc de llinda o arc pla, l'esquerra de les quals té els maons de la llinda visibles.
Al pis, hi ha tres obertures amb llinda monolítica, brancals de carreus de pedra i ampit també de pedra. Els murs són de maçoneria, i la façana està en part arrebossada. Adossat al costat esquerre, hi ha un cos adossat, amb la teulada a una vessant al lateral, només de planta baixa, amb els murs de maçoneria i maó, amb una porta en arc de llinda. Adosat al costat dret, hi ha un cos que segurament és un pou del que se'n treu aigua des de la casa.